# Frank Wijngaarde
Frank Wijngaarde (14 de agosto de 1939 - 8 de diciembre de 1982) fue un periodista holandés-surinamés. Fue una de las víctimas de los Asesinatos de Diciembre.

## Biografía
En su juventud estaba interesado en la política y junto a Baal Oemrawsingh y Nizaar Makdoembaks formó parte de la junta de la Asociación Juvenil de Surinam "Manan" en  La Haya. Trabajó en los Países Bajos como periodista para un periódico y luego estudió ciencias políticas. En 1975, regresó a Surinam, donde trabajó como periodista.
En 1982 era periodista de la estación de radio de Ampie's Broadcasting Corporation (propiedad de André Kamperveen), y como tal se convirtió en una amenaza para el régimen militar de Desi Bouterse a través de sus informes. En la madrugada del 8 de diciembre de 1982, Wijngaarde, junto con otros quince opositores al régimen militar, fue arrestado y torturado. Quince de los detenidos, incluido Wijngaarde, fueron asesinados por los soldados de Bouterse en el Fuerte Zeelandia. Wijngaarde fue la única persona holandesa asesinada.
Cuando las autoridades militares entregaron su cuerpo unos días después, se encontraron una fractura de mandíbula, dientes rotos y heridas de bala en la cara. Su padre, Edgar Wijngaarde, exministro de Finanzas de Surinam, recibió dos horas para organizar un funeral. Después de este entierro de emergencia en el cementerio del Tribunal de Annette en Paramaribo, huyó de inmediato a los Países Bajos.
En 1996, el ministro de Relaciones Exteriores de los Países Bajos, Hans van Mierlo, recordó al gobierno de Surinam que un ciudadano holandés había sido asesinado durante los asesinatos de diciembre e instó a una investigación en nombre de la familia.  Dicho proceso duró hasta el 30 de noviembre de 2007, cuando comenzó el juicio de los sospechosos de los asesinatos de diciembre.